# Día Europeo de Conmemoración de las Víctimas del Estalinismo y el Nazismo
Día del Listón Negro (abreviado BRD por sus siglas en inglés Black Ribbon Day), oficialmente conocido en la Unión Europea como el Día Europeo de Conmemoración de las Víctimas del Estalinismo y el Nazismo es un día internacional de recuerdo para las víctimas de los regímenes totalitarios, específicamente los regímenes estalinistas, comunistas, nazis y fascistas. Reconocido formalmente por la Unión Europea el 2 de abril de 2009, la Organización para la Seguridad y la Cooperación en Europa y varios otros países, se observa el 23 de agosto y simboliza el rechazo del "extremismo, la intolerancia y la opresión". El objetivo del día del recuerdo es preservar la memoria de las víctimas de deportaciones y exterminios masivos, al tiempo que se promueven los valores democráticos con el objetivo de reforzar la paz y la estabilidad en Europa. Es uno de los dos días de conmemoración u observancias oficiales de la Unión Europea, junto con el Día de Europa. Bajo el nombre de "Black Ribbon Day" también es un día de recuerdo oficial de Canadá, los Estados Unidos y otros países. la Unión Europea ha utilizado ambos nombres uno al lado del otro.
El día del recuerdo tiene su origen en las protestas de la era de la Guerra Fría en los países occidentales contra la Unión Soviética que cobraron prominencia en los años previos a las revoluciones de 1989 y que inspiraron la Vía Báltica de 1989, una gran manifestación en la que dos millones de personas unieron sus manos para pedir el fin de la ocupación soviética. Las comunidades canadienses y occidentales de refugiados de la Unión Soviética contribuyeron decisivamente a establecer el día del recuerdo en 1986. Václav Havel, Joachim Gauck y un grupo de luchadores por la libertad y ex presos políticos de centro y este de Europa lo propusieron como un día de recuerdo europeo oficial. Durante una conferencia organizada por el gobierno checo, fue designado formalmente por el Parlamento Europeo en 2008/2009 como "un Día de Recuerdo a nivel europeo para las víctimas de todos los regímenes totalitarios y autoritarios, que se conmemorará con dignidad e imparcialidad" Las instituciones de la Unión Europea lo observan anualmente desde 2009.  Resolución de 2009 sobre la conciencia europea y el totalitarismo, copatrocinada por el Partido Popular Europeo, la Alianza de los Demócratas y Liberales por Europa , La Alianza Libre Europea-Verdes y la Unión por la Europa de las Naciones, pidieron su implementación en toda Europa. El establecimiento del 23 de agosto como día internacional de conmemoración de las víctimas del totalitarismo también fue respaldado por la Declaración de Vilnius de 2009 de la Asamblea Parlamentaria de la OSCE En el Día del Listón Negro en 2020, 50.000 manifestantes unieron sus manos para formar un "Freedom Way" y pedir la democracia en Bielorrusia.
El 23 de agosto se eligió para que coincidiera con la fecha de la firma del Pacto Ribbentrop-Mólotov, un pacto de no agresión de 1939 entre la Unión Soviética y la Alemania nazi que contenía un protocolo que dividía a Rumania, Polonia, Lituania, Letonia, Estonia y Finlandia en designadas esferas de influencia soviética y alemana. El tratado fue descrito por el presidente del Parlamento Europeo, Jerzy Buzek, en 2010 como "la colusión de las dos peores formas de totalitarismo en la historia de la humanidad". El día del recuerdo es parte de una respuesta europea común a la desinformación rusa que busca negar los crímenes de guerra soviéticos y otras atrocidades y justificar las invasiones y ocupaciones soviéticas, y ha sido atacado por el gobierno ruso de Vladímir Putin por su condena del estalinismo. En 2019, el Parlamento Europeo destacó la importancia del 23 de agosto para hacer retroceder la "guerra de desinformación de Rusia contra la Europa democrática".

## Historia

### Revoluciones de 1989
Tanto la fecha del 23 de agosto como día conmemorativo como el nombre "Día del Listón Negro" se originaron en las protestas celebradas en los países occidentales contra la Unión Soviética en la década de 1980, que cobraron protagonismo en los años previos a las revoluciones de 1989.
Las comunidades canadienses y occidentales de refugiados de la Unión Soviética fueron fundamentales para establecer el Día del Listón Negro como "un día de protesta contra la Unión Soviética" durante la Guerra Fría en 1986. Markus Hess, del Consejo Central de Estonia en Canadá, el más tarde presidente del Consejo de Europa Central y Oriental de Canadá, propuso el nombre Día de la Cinta Negra y el concepto de usar cintas negras como forma de protesta en 1985. Reunió a representantes de las comunidades afectadas y formó el Comité del Día Internacional del Listón Negro. La idea de David Somerville de utilizar el aniversario de la firma del Pacto Molotov Ribbentrop como Día del Listón Negro fue aceptada por el comité en febrero de 1986. El comité lanzó su campaña para el primer Día del Listón Negro organizando comités en 21 ciudades alrededor del mundo. Los comerciales de televisión que describen el Pacto Molotov Ribbentrop y sus protocolos secretos y sus consecuencias se transmitieron a nivel nacional en Canadá. El 23 de agosto de 1986, se llevaron a cabo manifestaciones del Día del Listón Negro en 21 ciudades de occidente, incluidas Nueva York, Ottawa, Londres, Estocolmo, Seattle, Los Ángeles, Perth, Australia y Washington D. C.. Las manifestaciones fueron coordinadas por el Comité del Día Internacional del Listón Negro, que abrió oficinas en Toronto. Markus Hess fue elegido presidente y David Somerville fue elegido vicepresidente del Comité del Día Internacional del Lazo Negro. Bajo su liderazgo, el movimiento se expandió anualmente y para 1991, se llevaron a cabo manifestaciones en 56 ciudades.
En 1987, las protestas del Día del Listón Negro se extendieron a los países bálticos, y culminaron en la Vía Báltica en 1989, un hecho histórico durante las revoluciones de 1989, en el que dos millones de personas unieron sus manos para formar una cadena humana, para protestar contra la continuada Ocupación soviética.

## Proclamación del Parlamento Europeo, apoyo de la OSCE y adopción oficial de la legislación nacional

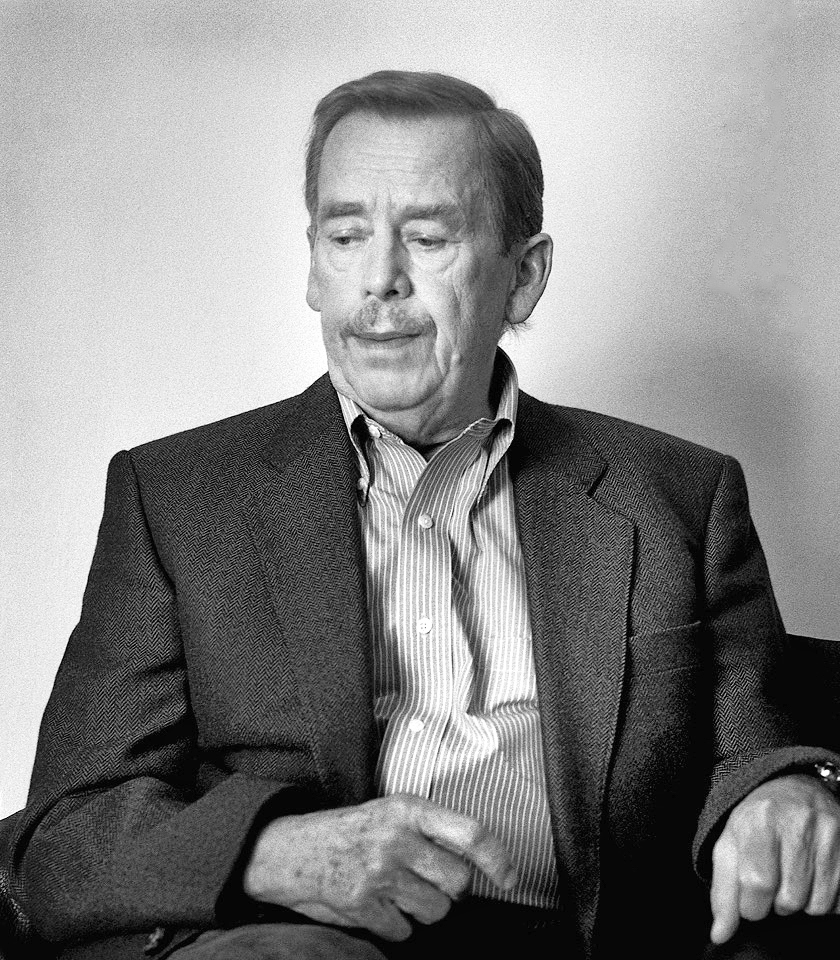
El establecimiento del Día Europeo en Recuerdo de las Víctimas del Estalinismo y el Nazismo fue propuesto por Václav Havel (en la foto), Joachim Gauck y un grupo de luchadores por la libertad y ex presos políticos de Europa Central y Oriental.

La Audiencia pública europea sobre crímenes cometidos por regímenes totalitarios fue organizada por la Presidencia eslovena del Consejo de la Unión Europea y la Comisión Europea en abril de 2008. Su objetivo era mejorar el conocimiento y la conciencia pública sobre los crímenes totalitarios.
La fecha del 23 de agosto fue adoptada como día oficial de recuerdo de las víctimas del totalitarismo por organismos internacionales y varios países después de que fuera propuesta por la  Declaración de Praga de 2008, iniciada por el gobierno checo y firmada por (entre otros) Václav Havel, Joachim Gauck , Vytautas Landsbergis, Emanuelis Zingeris y Lukasz Kaminski el 3 de junio de 2008. La declaración concluyó la conferencia Conciencia europea y comunismo, una conferencia internacional que tuvo lugar en el Senado checo del 2 al 3 de junio de 2008, organizada por el Comité de Educación del Senado. Ciencia, Cultura, Derechos Humanos y Peticiones, bajo los auspicios de Alexandr Vondra, vice primer ministro de la República Checa para Asuntos Europeos.
El 2 de abril de 2009,  una resolución del Parlamento Europeo sobre la conciencia europea y el totalitarismo, en la que pedía, a sus Estados miembros y otros países para implementar el Día Europeo en Recuerdo de las Víctimas del Estalinismo y el Nazismo, se aprobó por 533 a 44 y 33 abstenciones.
El 3 de julio de 2009, la Organización para la Seguridad y la Cooperación en Europa (OSCE) adoptó la "Declaración de Vilnius", que apoyó el 23 de agosto como el día internacional de conmemoración de las víctimas del totalitarismo e instó a sus Estados miembros a aumentar la conciencia sobre los crímenes totalitarios. La resolución, que fue adoptada casi por unanimidad, declaró que Europa había "experimentado dos importantes regímenes totalitarios, nazi y estalinista, que provocaron genocidio, violaciones de los derechos humanos y libertades, crímenes de guerra y crímenes contra la humanidad", instó a todos los miembros de la OSCE a tomar una "posición unida contra todo gobierno totalitario de cualquier trasfondo ideológico" y condenó "la glorificación de los regímenes totalitarios, incluida la celebración de manifestaciones públicas glorificando el pasado nazi o estalinista."
Después de que el Parlamento Europeo proclamara el Día Europeo en Recuerdo de las Víctimas del Estalinismo y el Nazismo, el presidente del Parlamento Europeo, Hans-Gert Pöttering, destacó la atención insuficientemente prestada al totalitarismo soviético y a los crímenes de guerra soviéticos y agradeció a los gobiernos de Lituania Letonia y Estonia por sus esfuerzos para informar mejor a Europa Occidental. Pöttering sacó a colación el estudio clásico sobre totalitarismo de Hannah Arendt, que desarrolló " los criterios de base científica para describir el totalitarismo", concluyendo que "ambos sistemas totalitarios (estalinismo y nazismo) son comparables y terribles", dijo Pöttering. Joseph Daul, presidente del grupo del Partido Popular Europeo declaró: 

2009 es un año profundamente simbólico, ya que celebramos tanto el 60º aniversario de la creación de la OTAN y el inicio de la guerra fría, como el 20º aniversario de la caída del Muro de Berlín, que lo puso fin. Es por eso que hemos propuesto lanzar un día de recuerdo a nivel europeo que ayudará a Europa a tratar su legado totalitario, tanto de los nazis como de los comunistas.
En diciembre de 2010, los ministros de Relaciones Exteriores de seis Estados miembros de la UE afectados por la ocupación y la dictadura comunista pidieron a la Comisión Europea que convirtiera "la aprobación, negación o menosprecio de los crímenes comunistas" en un delito en toda la UE. "Junto al enjuiciamiento y castigo de los criminales, la negación de todo crimen internacional debe ser tratado con los mismos estándares, para evitar condiciones favorables para la rehabilitación y renacimiento de ideologías totalitarias", escribieron los cancilleres. El ministro de Relaciones Exteriores checo, Karel Schwarzenberg, comparó la negación de los crímenes comunistas con la negación de los crímenes nazis y dijo que "existe una preocupación fundamental aquí de que los sistemas totalitarios no se midan con el mismo estándar".
El 10 de junio de 2011, el Consejo de Justicia y Asuntos de Interior de la UE, es decir, los ministros de Justicia y Asuntos de Interior de todos los Estados miembros de la UE, adoptaron unas conclusiones en las que declaraban, entre otras cosas, que reafirmaban "la importancia de concienciar sobre los crímenes cometidos por los regímenes totalitarios, de promover una memoria compartida de estos crímenes en toda la Unión y subrayar el importante papel que esto puede desempeñar en la prevención de la rehabilitación o el renacimiento de las ideologías totalitarias ", y destacó" el Día Europeo en Recuerdo de las Víctimas de los Regímenes Totalitarios (23 de agosto), "invitando" a los Estados miembros a considerar cómo conmemorarlo".
El 23 de agosto de 2011, la presidencia polaca del Consejo de la Unión Europea (presidencia de la Unión Europea) organizó una conferencia con motivo del "Día Europeo de Conmemoración de las Víctimas de los Regímenes Totalitarios". La presidencia de la UE citó las conclusiones del consejo de justicia y asuntos de interior del 10 de junio y el programa de Estocolmo de la UE, que enfatiza que "el recuerdo de la historia compartida es necesario para comprender la Europa contemporánea". Los funcionarios europeos adoptaron la "Declaración de Varsovia" para el Día Europeo en Recuerdo de las Víctimas de los Regímenes Totalitarios. La Declaración de Varsovia promete que el sufrimiento de las víctimas de los regímenes totalitarios "no se hundirá en el olvido". La declaración establece que "los crímenes de los regímenes totalitarios en Europa deben ser reconocidos y condenados, independientemente de su tipo e ideología". El ministro de Justicia Krzysztof Kwiatkowski dijo que "la Declaración de Varsovia es un acuerdo unánime de todos los estados miembros de la UE de que tenemos que hacer todo lo posible para evitar que cualquier régimen totalitario reviva en todos los países que forman la gran familia europea".
La comisaria de Justicia de la UE, Viviane Reding, declaró en esa ocasión:
 Los regímenes totalitarios son la negación de la dignidad humana y la violación de todos los derechos fundamentales de nuestras sociedades construidas sobre la democracia y el respeto del estado de derecho. Debemos ofrecer a las víctimas de esos crímenes y a sus familiares simpatía, comprensión y reconocimiento de su sufrimiento. Cada víctima de cualquier régimen totalitario tiene la misma dignidad humana y merece justicia, recuerdo y reconocimiento de todos nosotros.
El 23 de agosto de 2014, la comisionada de Justicia de la UE Martine Reicherts enfatizó que el Pacto Molotov-Ribbentrop "de la Alemania nazi bajo Hitler y la Unión Soviética bajo Stalin allanaría el camino para la guerra más brutal hasta el día de hoy, lo que conduciría a muchos años de miedo, horror y dolor para las víctimas de estos regímenes", afirmando que el Día del Recuerdo de las víctimas de todos los regímenes totalitarios y autoritarios a escala europea es un recordatorio de que no debemos asumir" la dignidad, la libertad, la democracia, el imperio de la ley y los derechos humanos "por supuesto, y que" la paz, la democracia y los derechos fundamentales no son un hecho. Tenemos que defenderlos, todos los días del año ".
En 2017, la Presidencia de la UE de Estonia acogió la Conferencia Internacional sobre el Día Europeo en Recuerdo de las Víctimas del Comunismo y el Nazismo en Tallin, donde todos observaron el día del recuerdo los ministros de justicia de la Unión Europea.
Con motivo del Día Europeo de Recuerdo de las Víctimas del Estalinismo y el Nazismo en 2018, ocho países de la UE firmaron una declaración conjunta sobre "la investigación continua de los delitos cometidos por el régimen comunista a través de las fuerzas del orden nacionales y la intensificación de la cooperación transnacional en este ámbito.
Los gobiernos de Polonia, Rumania, Letonia, Lituania y Estonia emitieron una declaración conjunta en 2019, en la que pedían a "los gobiernos de todos los países europeos que brinden apoyo moral y material a la investigación histórica en curso de los regímenes totalitarios. De manera concertada, podemos contrarrestar con mayor eficacia las campañas de desinformación y los intentos de manipular los hechos históricos. Debemos unirnos contra el totalitarismo". David Sassoli, presidente del Parlamento Europeo, señaló el 23 de agosto de 2019 que "en este día del recuerdo nuestras mentes se vuelven hacia las víctimas del nazismo y el estalinismo, ya que el pasado nunca está realmente muerto y no olvidamos la noche oscura del totalitarismo. En este recuerdo encontramos la fuerza y el valor de la paz y la prosperidad que ha traído nuestra Unión".

## Conmemoración de 2020 y protesta Freedom Way en apoyo de la democracia en Bielorrusia
En el Día del Listón Negro en 2020, alrededor de 50.000 personas se unieron en una cadena humana llamada Freedom Way que se extendía desde la Plaza de la Catedral en Vilnius hasta Medininkai en la frontera de Bielorrusia para apoyar democracia en Bielorrusia para expresar solidaridad con las protestas bielorrusas de 2020. El gobierno bielorruso de Alexander Lukashenko dijo que envió helicópteros militares para "detener" los globos enviados por manifestantes de Freedom Way. El gobierno bielorruso de Alexander Lukashenko dijo que envió helicópteros militares para "detener" los globos enviados por manifestantes de Freedom Way.
El Consejo de la Unión Europea declaró el Día del Listón Negro del 2020 que "conmemoramos a quienes fueron víctimas de regímenes totalitarios y recordamos los valores de la UE sobre los que se basa nuestra sociedad: dignidad humana, libertad y derechos fundamentales". La vicepresidenta de Valores y Transparencia de la Comisión de la UE, Vera Jourová, y el comisario de Justicia, Didier Reynders, declararon en el día europeo de conmemoración de 2020 que el Pacto Molotov-Ribbentrop condujo "a la violación de los derechos fundamentales de millones de europeos y reclamó la vidas de millones más "y que" la libertad del totalitarismo y el autoritarismo es [...] una forma de vida ganada con mucho esfuerzo que deberíamos apreciar todos los días". El primer ministro de Canadá Justin Trudeau declaró en 2020 que "nos unimos a personas de todo el mundo para rendir homenaje a las víctimas del comunismo y el nazismo en Europa. Expresamos nuestra solidaridad con los sobrevivientes y sus descendientes, y con todos aquellos que enfrentan violencia, pérdida de dignidad y represión por parte de regímenes autoritarios y totalitarios."

## Día del listón negro y Rusia
Desde el comienzo, el Día del Listón Negro fue atacado por el gobierno soviético, en la década de 1980, la Unión Soviética continuó negando los eventos del 23 de agosto de 1939 y el Pacto Ribbentrop-Mólotov. Durante el putinismo, Rusia se ha involucrado en campañas de desinformación que incluían la negación o minimización de crímenes soviéticos como el Holodomor, deportaciones, el sistema de campos de concentración del Gulag, masacres o violaciones de guerra, intentos de negar o justificar el Pacto Molotov-Ribbentrop y las guerras de agresión soviéticas. contra Polonia, los estados bálticos, Finlandia y otros países, e intenta promover "un enfoque de la era soviética para la Segunda Guerra Mundial". Los medios rusos controlados por el Estado se refieren a los crímenes soviéticos como un "mito occidental", mientras que en los libros de texto de historia rusa (Historiografía soviética), las atrocidades soviéticas se modifican para retratar a los soviéticos de manera positiva o se omiten por completo. Como resultado, los comentaristas occidentales han acusado ampliamente a Rusia de negacionismo histórico. El gobierno de Vladímir Putin ha atacado con vehemencia el Día del Listón Negro, y la delegación del gobierno ruso se retiró cuando la OSCE adoptó la Declaración de Vilnius en apoyo del día del recuerdo. En 2019, el Parlamento Europeo adoptó su resolución titulada "Importancia del recuerdo europeo para el futuro de Europa", que acusó a "el actual liderazgo ruso de distorsionar hechos históricos y blanquear crímenes cometidos por el régimen totalitario soviético", y la descrita como una "guerra de información librada contra la Europa democrática"; la resolución destacó la importancia del Día Europeo de Recuerdo de las Víctimas del Estalinismo y el Nazismo.

## Observancia en la UE

### En la unión
El día del recuerdo ha sido observado oficialmente por las instituciones de la Unión Europea desde 2009, especialmente por el Parlamento Europeo, la Comisión Europea y el Consejo de la Unión Europea.

### Por país
En algunos países, el día de la conmemoración ha sido adoptado formalmente por la legislación local (a veces con nombres ligeramente diferentes), mientras que en otros países la conmemoración se ha basado en su proclamación por parte de la Unión.

#### Bulgaria
El 19 de noviembre de 2009, a propuesta de la Coalición Azul de centro-derecha, el Parlamento búlgaro declaró oficialmente el 23 de agosto Día de Conmemoración de las Víctimas de los Crímenes cometidos por los regímenes comunistas y totalitarios y el día del recuerdo se celebró oficialmente por primera vez en 2010.

#### Croacia
En 2011, el gobierno de Croacia propuso que Croacia adoptara el Día europeo de recuerdo de las víctimas de todos los regímenes totalitarios y autoritarios, que se conmemoraría el 23 de agosto. El gobierno envió su recomendación de procedimiento parlamentario urgente, afirmando que el nuevo día conmemorativo está de acuerdo con la práctica europea que marca el 23 de agosto como el día del recuerdo de las víctimas del estalinismo y el nazismo. El 23 de agosto de 2011, Croacia marcó por primera vez el Día europeo en memoria de las víctimas del estalinismo y el nazismo. El primer ministro Jadranka Kosor dijo: "Rendimos homenaje especialmente a las víctimas del nazismo y al régimen de ustasha en Croacia. Sin embargo, ahora también estamos tratando de allanar el camino para las investigaciones en los crímenes comunistas y dejar de tratar ese tema como un tabú. Debemos recordar a todas las víctimas por igual."

#### República Checa
El Día Europeo de Recuerdo de las Víctimas del Estalinismo y el Nazismo es conmemorado oficialmente por el gobierno de la República Checa, que también inició su establecimiento.

#### Estonia
El 18 de junio de 2009, el Parlamento de Estonia enmendó la Ley de feriados y monumentos conmemorativos y adoptó el 23 de agosto como Día en memoria de las víctimas del estalinismo y el nazismo. En 2020, la conmemoración oficial tuvo lugar en el nuevo Monumento a las Víctimas del Comunismo.

#### Finlandia
En 2019, el Gobierno de Finlandia celebró el Día europeo de recuerdo de las víctimas del estalinismo y el nazismo con motivo del 80 aniversario de la firma del Pacto Molotov-Ribbentrop.

#### Alemania
El ex Presidente de Alemania, Joachim Gauck, fue uno de los estadistas, junto con Václav Havel, que propuso el establecimiento del día del recuerdo. El Día Europeo de Recuerdo de las Víctimas del Estalinismo y el Nazismo ha sido observado desde entonces por varios organismos gubernamentales alemanes, incluido el gobierno federal. Uno de los primeros organismos gubernamentales en observar el día fue la Fundación Federal para la Revaluación de la Dictadura del SED, una entidad del gobierno federal creada por el Bundestag para investigar y documentar la dictadura comunista en Alemania Oriental. En 2020, el día del recuerdo fue conmemorado oficialmente por el gobierno federal alemán y la presidencia alemana de la Unión Europea.
El día del recuerdo también es observado por varios gobiernos estatales, como el gobierno estatal de Brandenburg y autoridades gubernamentales locales. También lo observan, por ejemplo, la Fundación Konrad Adenauer afiliada a la CDU o la sección alemana de la organización de derechos civiles Memorial
El día de la conmemoración también es celebrado por la Red Europea de Recuerdo y Solidaridad, una organización internacional con sede en Varsovia establecida por los gobiernos de Alemania, Polonia, Hungría y Eslovaquia y desde entonces también se unió Rumania, que documenta los regímenes totalitarios en Europa. y conmemora a sus víctimas y la resistencia a los regímenes totalitarios.

#### Hungría
En 2011, el gobierno de Hungría conmemoró por primera vez el Día Europeo de Recuerdo de las Víctimas del Estalinismo y el Nazismo. Un portavoz del gobierno del partido Fidesz (él mismo un partido nacional-conservador y populista de derecha) dijo que "los jóvenes que crecen en Europa Occidental deberían aprender lo que significa ser víctima del comunismo ", añadiendo que hay" poca diferencia "entre" el socialismo nacional e internacional... ambos implican la misma destrucción, y una característica básica de ambos es la inhumanidad".

#### Letonia
El 17 de julio de 2009, el Parlamento de Letonia adoptó el 23 de agosto como el Día en Recuerdo de las Víctimas del Estalinismo y el Nazismo, bajo una propuesta de la Unión Cívica de Letonia. En este día, como en otros días de luto, las banderas letonas se exhiben fuera de todos los edificios públicos decorados con cintas negras.

#### Lituania
En 2009,Lituania pasó de llamarse oficialmente "Día del Listón Negro" (23 de agosto) a "Día europeo de recuerdo de las víctimas del estalinismo y el nazismo, y Día de la Vía Báltica". En este día, como en otros días de luto, las banderas lituanas se exhiben fuera de todos los edificios públicos decorados con cintas negras.

#### Polonia

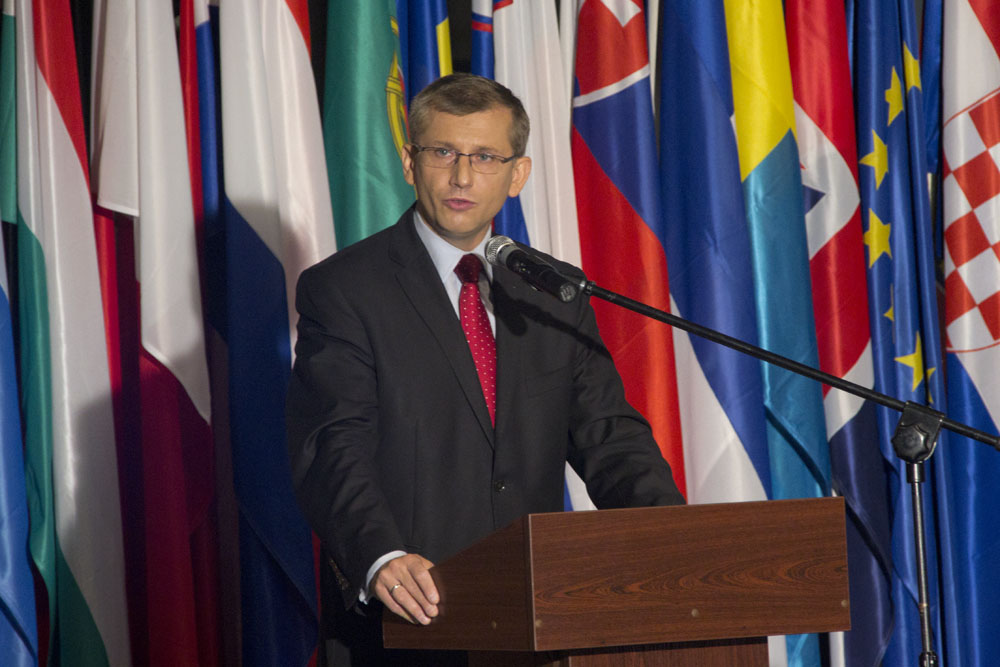
Ministro de Justicia de Polonia Krzysztof Kwiatkowski durante la conmemoración oficial del Día Europeo en Recuerdo de las Víctimas del Estalinismo y el Nazismo en 2011, durante la presidencia de la UE de Polonia

En 2011, el Día Europeo de Recuerdo de las Víctimas del Estalinismo y el Nazismo fue conmemorado oficialmente en Polonia por primera vez por el gobierno liberal-conservador de la Plataforma Cívica durante la presidencia polaca de la UE. Desde entonces, ha sido observado anualmente por el Gobierno de Polonia como un importante día oficial de recuerdo.

#### Rumania
En Rumania, el 23 de agosto se celebra con cierta dualidad, ya que antes de la Revolución rumana de 1989 marcó el Día de la Liberación de la Ocupación Fascista, que se observa para conmemorar la Ocupación soviética de Rumania, llamado "Liberación" por los comunistas. En 2011, el Día Europeo de Recuerdo de las Víctimas de Todos los Regímenes Totalitarios se conmemoró oficialmente por primera vez después de un período de 21 años, el 23 de agosto no se había celebrado como feriado oficial desde la Revolución rumana, ya que el día marcó la pérdida de Rumania de la mayor parte de la región que ahora es Moldavia y partes de Ucrania, con comunidades de habla rumana, como resultado de las disposiciones del Pacto antes mencionado ( ver Ocupación soviética de Besarabia y el norte de Bucovina ) y el fin del gobierno pro Eje de Antonescu.

#### Eslovenia
El 8 de agosto de 2012, el gobierno esloveno adoptó una resolución en la que proclamaba el 23 de agosto como Día europeo en memoria de las víctimas de todos los regímenes totalitarios y autoritarios.

#### Suecia
El Día Internacional en Recuerdo de las Víctimas del Estalinismo y el Nazismo se celebra en Suecia desde 2008, con la participación de miembros del gobierno. Suecia fue el primer país en observar oficialmente el día del recuerdo.

## Observancia del Día del Listón Negro fuera de la UE

#### Albania
Albania celebró oficialmente el Día Europeo en Recuerdo de las Víctimas del Estalinismo y el Nazismo en 2019; El presidente Ilir Meta señaló que el estalinismo y el nazismo fueron "dos ideologías devastadoras del siglo pasado que causaron miles de víctimas inocentes en nuestro país. Durante 45 años, Albania se convirtió en la Corea del Norte de Europa. Miles de albaneses fueron asesinados, encarcelados y deportados. La libertad, los derechos humanos, la democracia y el pluralismo fueron valores en los que creyeron y por los que sacrificaron su vida. Es nuestro deber enseñar a las generaciones más jóvenes la verdad de nuestro pasado reciente para que nunca más se repita”.

#### Canadá
Las comunidades de refugiados canadienses contribuyeron decisivamente al establecimiento del Día del Listón Negro en Canadá en 1986 y se convirtieron en la inspiración para la Cadena Báltica durante las revoluciones de 1989. En 2009, la Cámara de los Comunes de Canadá adoptó por unanimidad el 23 de agosto como Día del Listón Negro, el día nacional del recuerdo en Canadá de las víctimas del estalinismo y el nazismo. La resolución fue presentada por el diputado liberal Bob Rae y copatrocinada por Borys Wrzesnewskyj. El Consejo de Europa Central y Oriental de Canadá, que representa a 4 millones de canadienses, ha organizado conmemoraciones anuales del Día del Listón Negro en ciudades de Canadá desde 2010.

#### Georgia
El 21 de julio de 2010, en votación unánime, el Parlamento de Georgia instituyó el Día de la Ocupación Soviética el 25 de febrero y declaró el 23 de agosto Día de la Memoria de las Víctimas de los Regímenes Totalitarios.

#### Noruega
El líder del socio-liberal  Partido Liberalen Noruega, Trine Skei Grande, ha pedido la conmemoración oficial del Día Europeo en Recuerdo de las Víctimas del Estalinismo y el Nazismo en Noruega, con base en su aprobación por el Parlamento Europeo y la Organización para la Seguridad. y cooperación en Europa.

#### Reino Unido
En 2019 y 2020 el alcalde de Londres, Sadiq Khan, celebró el Día Europeo en Recuerdo de las Víctimas del Estalinismo y el Nazismo, quien señaló que "ahora más que nunca debemos mostrar nuestro compromiso con la lucha contra el extremismo, el autoritarismo y la intolerancia en todas sus formas."

#### Estados Unidos
El 16 de julio de 2013, el miembro del Congreso John Shimkus presentó la resolución "H.Res. 302: Expresando apoyo a la designación del 23 de agosto como Día del Listón Negro en reconocimiento de las víctimas de los regímenes comunista soviético y nazi", proponiendo que el Congreso de los Estados Unidos adopte el Día del Listón Negro "en reconocimiento de las víctimas de los regímenes comunista soviético y nazi".
El 21 de mayo de 2014, el Congreso de los Estados Unidos aprobó una resolución en apoyo de "la designación del Día del Listón Negro para reconocer a las víctimas de los regímenes comunista soviético y nazi" y para "recordar y no olvidar nunca el terror que millones de ciudadanos de Europa central y oriental experimentaron por más de 40 años de despiadada represión militar, económica y política del pueblo a través de ejecuciones arbitrarias, arrestos masivos, deportaciones, la supresión de la libertad de expresión, confiscación de propiedad privada y la destrucción de la identidad cultural y moral y la sociedad civil, todo que privó a la gran mayoría de los pueblos de Europa Central y Oriental de sus derechos humanos básicos y dignidad, separándolos del mundo democrático por medio del Telón de Acero y el Muro de Berlín ", y afirmando que" las formas extremas de gobierno totalitario practicaban por los regímenes comunista y nazi soviéticos condujo a crímenes premeditados y vastos cometidos contra millones de seres humanos y sus derechos embargables en una escala nunca antes vista en la historia".

## Observancia por otras entidades
El 8 de agosto de 2011, el Congreso del Pueblo Tártaro de Crimea reconoció el Día europeo en memoria de las víctimas del estalinismo y el nazismo, afirmando que "el pueblo tártaro de Crimea [...] sufrió los crímenes cometidos por el régimen comunista de la URSS en el siglo XX admitido como un genocidio".
El Día de la Cinta Negra ha sido conmemorado anualmente por el Congreso Judío Mundial, que señaló en 2019 que el día honra la "memoria de las decenas de millones de víctimas de los regímenes totalitarios" y "coincide con la firma del pacto de 1939 entre la Alemania nazi y la URSS, en la que Europa del Este estaba fue dividida y conquistada por la brutalidad".